# Tüsök (hetilap)
A Tüsök szegedi humoros hetilap volt 1934 és 1938 között. Kezdetben minden héten szombaton jelent meg, majd a IV. évfolyamtól (1937) már csak havonta kétszer. Felelős szerkesztő Kovács Árpád, majd 1937-től Juhász István.

## Részlet az első számból
"Tüsök vagyok, mint a
Nevem, is mondja,
Jövök hetenkint, hogy mosolygóra
Változzék a szived ezernyi gondja,
...
Ha görbét látok, vagy hülyeséget,
Résen leszek s magamtól kikezdem,
De egyebekben a jót nem bántom,
Védem a gyengét, a tiszta szemérmet
...
Tüsök vagyok, szúrok, de szeretettel,
Nem provokálok könnyelmű harcot,
Tiszta kardot kérek csak a porondra
S lerántom a suttyomos,
Szipolyos, goromba
Farkasról a szelíd bárány-álarcot,..." 